# Claus Jensen (Orgelbauer)
Claus Jensen (* 1. Juli 1815 in Dybbøl; † 26. Januar 1892 in Trondheim) gilt als einer der bedeutendsten Orgelbauer Norwegens. Von ihm stammen die ältesten erhaltenen Orgeln des Landes.

## Leben und Werk
Claus Jensen wurde als Sohn des Bauers Jens Jensen († 1818) und seiner zweiten Ehefrau Anna Maria geb. Beck geboren. Nach dem frühen Tod ihres Ehemanns musste Anna Maria zudem die drei Kinder aus der ersten Ehe von Jens Jensen versorgen.
Jensen zog 1836 von Dänemark nach Norwegen, um als Tischler bei dem dänisch-norwegischen Orgelbauer Peter Adolph Albrechtsen den Orgelbau zu erlernen. 1838 zog er mit der Firma nach Trondheim um. Anfang 1842 verließ Jensen zusammen mit dem Mitarbeiter Amund Eriksen die Werkstatt, kehrte 1845 aber zurück, vermutlich in der Funktion eines Vorarbeiters. Nach dem Tod von Peter Adolph Albrechtsen jun. im Jahr 1852 übernahm Jensen die administrative Verantwortung der Firma, bis er in der Mitte der 1850er Jahre praktisch die Leitung des Unternehmens innehatte.
Von 1856 bis 1889 baute Jensen 25 Orgeln für norwegische Kirchen. Seine erste Orgel entstand 1856 für die Kreuzkirche in Bergen. Zu den zahlreichen Kirchenorgeln, die er in der Folge baute, gehören die bedeutenden Instrumente in der Brønnøy kirke in Brønnøysund, Trefoldighetskirken in Oslo, Ilen-Kirche in Trondheim, Bjorbekk kirke in Arendal, Tromsø domkirke und in der Veum kirke in Fyresdal. Im Nidarosdom nahm Jensen an der Joachim Wagner-Orgel von 1741 verschiedene Umbauten vor: Er ergänzte 1860/1861 ein Récit auf einem dritten Manual mit sechs Registern, ersetzte 1879 drei Stimmen und ergänzte 1885 ein Fagott 8′. 
Einige seiner der romantischen Tradition verpflichteten symphonischen Orgeln blieben bis in die Gegenwart ohne Restaurierungen spielbar und befinden sich im Originalzustand. Andere wurden im Laufe der Zeit stark verändert (wie in der Trefoldighetskirken in Oslo, der Tromsø domkirke und der Bjorbekk kirke). Da Jensen handwerklich solide und künstlerisch auf hohem Niveau baute, erwarb er sich früh einen guten Ruf als Orgelbauer. Er wurde von dem Hoforganisten Ludvig Mathias Lindeman in Oslo und dem Organisten Ferdinand Vogel in Bergen geschätzt und gefördert. Als Jensen 1892 starb, fand die Phase der klassischen Orgelbautradition, wie sie von Marcussen & Reuter entwickelt worden war, ihren Abschluss. Neben Jensen prägten zwei andere einflussreiche Mitarbeiter von Albrechtsen den norwegischen Orgelbau des 19. Jahrhunderts: Amund Eriksen und Paul Christian Brandtzæg.

## Werkliste (Auswahl)
Die Größe der Instrumente wird in der fünften Spalte durch die Anzahl der Manuale und die Anzahl der klingenden Register in der sechsten Spalte angezeigt. Ein großes „P“ steht für ein selbstständiges Pedal. Eine Kursivierung zeigt an, dass die betreffende Orgel nicht mehr oder lediglich der Prospekt erhalten ist.
| Jahr                  | Ort         | Gebäude             | Bild | Manuale | Register | Bemerkungen |
| --------------------- | ----------- | ------------------- | ---- | ------- | -------- | --- |
| 1856                  | Bergen      | Kreuzkirche         |      |         |          | Neubau, 1892 ersetzt |
| 1858                  | Oslo        | Trefoldighetskirken |      | II/P    | 24       | Neubau; erhalten |
| 1860/1861, 1879, 1885 | Trondheim   | Nidarosdom          |      | III/P   | 37       | Umbau der Wagner-Orgel von 1741 |
| 1863                  | Tromsø      | Tromsø domkirke     |      | II/P    | 23       | Neubau, 1959 Umbau, 2013–2014 Restaurierung und Wiederherstellung des ursprünglichen Zustands, seit 2017 von der Mühleisen-Chororgel anspielbar; erhalten |
| 1874                  | Fyresdal    | Veum kirke          |      | I/P     | 9        | Neubau, ursprünglich für Gjerpen kirke gebaut; 1908 in die Moland kirke in Fyresdal umgesetzt und 1978 in die Veum kirke; erhalten                        |
| 1876                  | Arendal     | Bjorbekk kirke      |      |         |          | Neubau, ursprünglich für die Trefoldighetskirken gebaut, 1888 umgesetzt; erhalten                                                                         |
| 1879                  | Brønnøysund | Brønnøy kirke       |      | I       | 5        | Neubau ohne Pedal; erhalten |
| 1881 oder 1882        | Holmedal    | Holmedal kirke      |      |         |          | Neubau, ursprünglich für die Sandvikskirken in Bergen gebaut, 1919 umgesetzt; erhalten                                                                    |
| 1889                  | Trondheim   | Ilen-Kirche         |      | II/P    | 18       | letzter Neubau; nahezu unverändert erhalten |